# AGM–88 HARM
Az AGM–88 HARM (High-speed Anti-Radiation Missile, magyarul „nagysebességű radarromboló rakéta”) egy levegő-föld indítású harcászati rakéta, amit az aktív, elektromos kisugárzással működő légvédelmi radarrendszerek ellen kifejlesztett Shirke és Standard ARM rakéták leváltására készített a Texas Instruments (TI). Később a fejlesztést a Raytheon Corporation (RAYCO) vette át a TI védelmi részlegének megvétele után.

## Szerkezeti felépítés

### Harci rész
Az A és B altípusok harci része 25 000 db acélrepeszből álló előformázott repesztestből, továbbá robbanóanyagból, gyutacsból és gyutacsgyorsítóból áll. A C altípusban az acél repesztest helyett 12 845 db-ra szakadó előformázott volfrám repesztestet építettek be, valamint növelték a robbanóanyag összetételét és hatásfokát.

## Típusváltozatok
Több módosítást (szoftveres és hardveres) a különféle változatokon párhuzamosan hajtottak végre, így az egyes altípusok hasonló képességekkel rendelkeztek és rendelkezhetnek.

### AGM–88E AARGM
A legújabb altípus neve módosult AGM–88E AARGM-re (Advanced Anti-Radiation Guided Missile, magyarul „általános irányított radarromboló rakéta”). A fegyver fejlesztését az amerikai és az olasz védelmi minisztérium támogatja. Egy passzív radart és egy aktív, milliméteres hullámhossz-tartományban működő keresőt (EHF radart) is beépítettek, amikkel képes a kikapcsolt radarok nagy megbízhatósággal való megsemmisítésre is.

## Alkalmazása
A rakéta optimális alkalmazására ún. SEAD-bevetéseket (Suppression of Enemy Air Defences, magyarul „ellenséges légvédelmet elnyomó”) dolgoztak ki. Az ilyen profilú bevetéseket speciálisan erre a feladatkörre felkészített repülőgépek hajtják végre. Ilyenek az A–6E, EA–6B, F–111B, F–4G, F–16CJ, F/A–18, F–15E, E–2C/D, P–3C, Tornado ECR, F–14B/D.
A HARM rakétákat intenzíven alkalmazták többek között az Irak ellen indított 1991-es és 2003-as háborúkban.
A rakétát 2022-ben sikeresen integrálták az Ukrán Légierő MiG–29-es vadászrepülőgépeihez is. 2022 augusztusa elején jelentek meg az első információk a rakéta ukrajnai bevetéséről. 2022. augusztus 7-én a közösségi médiában olyan olyan ukrajnai felvételek jelentek meg, amelyeken a rakéta maradványai voltak láthatók, majd másnap az Egyesült Államok védelmi minisztériuma is megerősítette, hogy szállítottak ilyen típusú rakétát Ukrajnának. 2022. augusztus 30-án az Ukrán Légierő a Twitteren tett közzé olyan videófelvételt, amelyen AGM–88 HARM típusú rakéta indítása is látható ukrán MiG–29-es repülőgépről. Későbbi fotók tanúsága szerint a HARM rakéták már Szu-27 típusú repülőgépekről is bevethető.

Az Ukrajnában bevetett HARM rakéták feltételezhetően még a földön kapják meg a radarok hozzávetőleges célkoordinátáit, a hordozó repülőgépek csupán útnak indítják őket az optimális helyről és magasságról. A rakéta a végfázisban a radar kisugárzására vezeti rá magát, miután a cél közelébe manőverezte magát a korábban beprogramozott koordináták alapján.

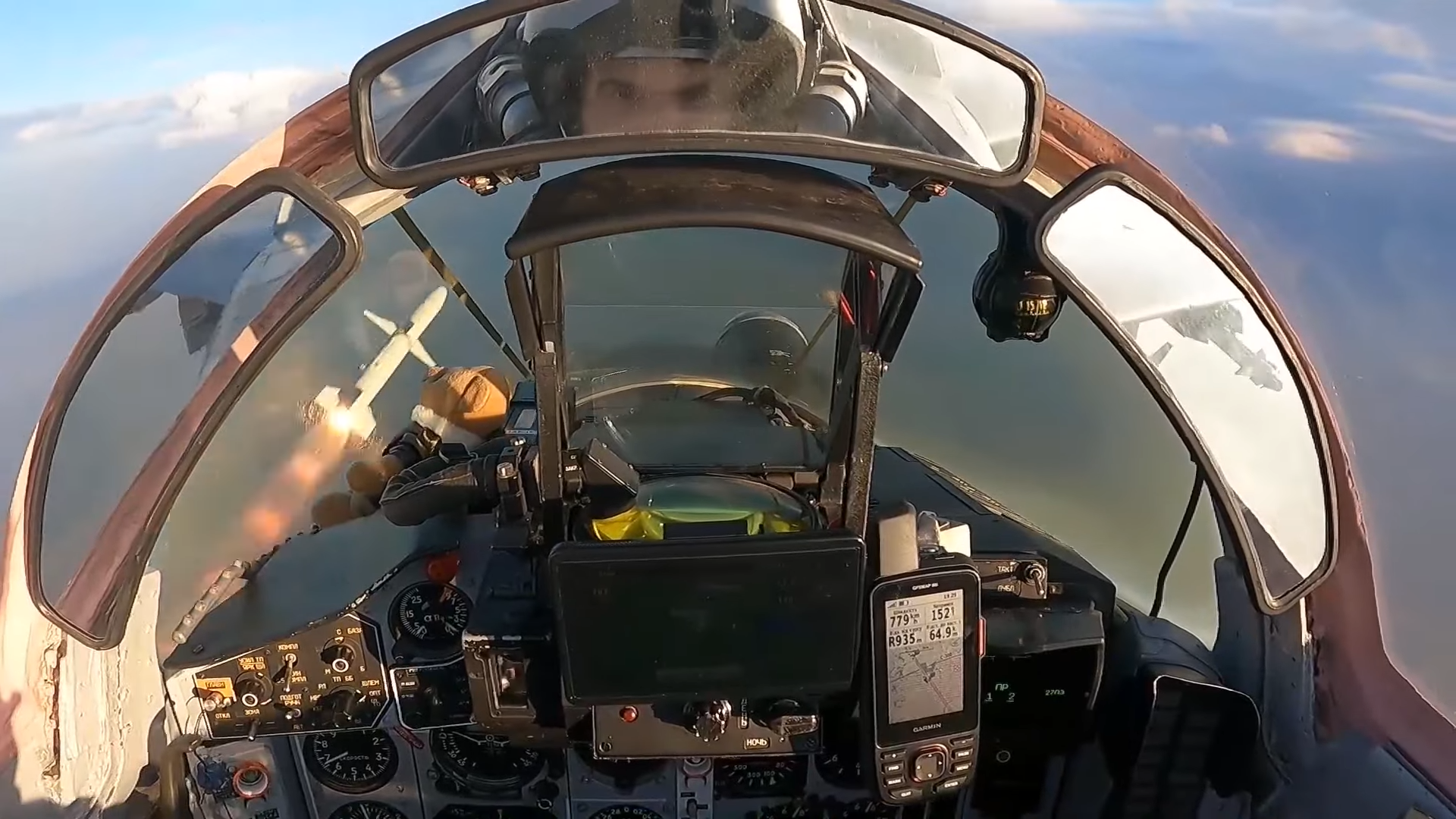
Egy ukrán MiG-29 HARM rakétát indít
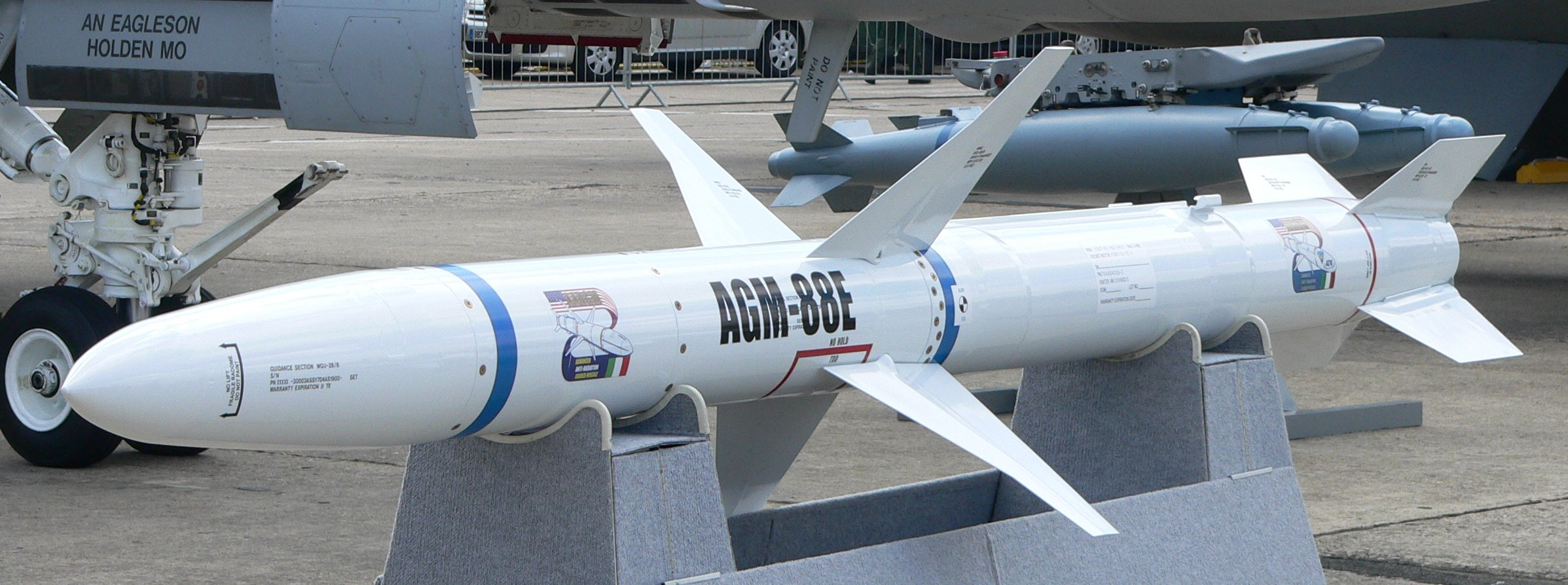
AGM-88E HARM
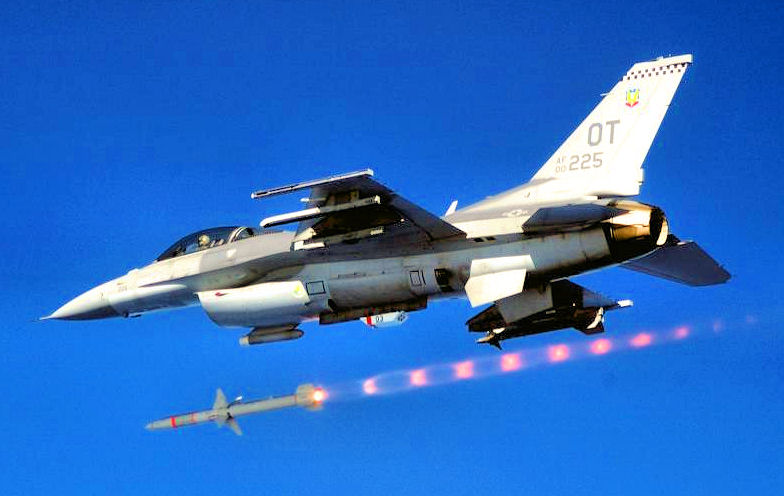
F-16 HARM-ot indít
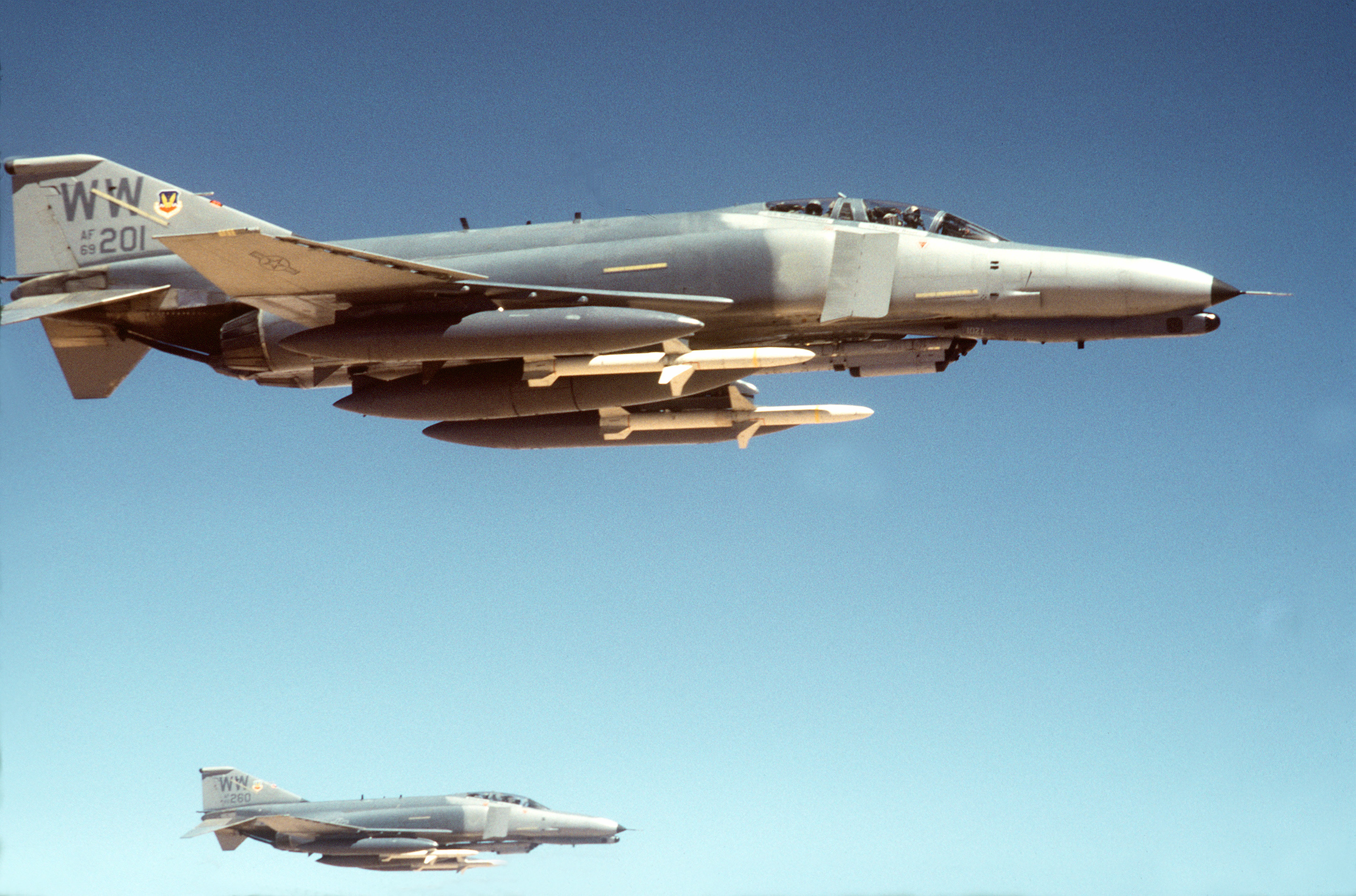
HARM rakéta egy Phantom II vadászbombázón
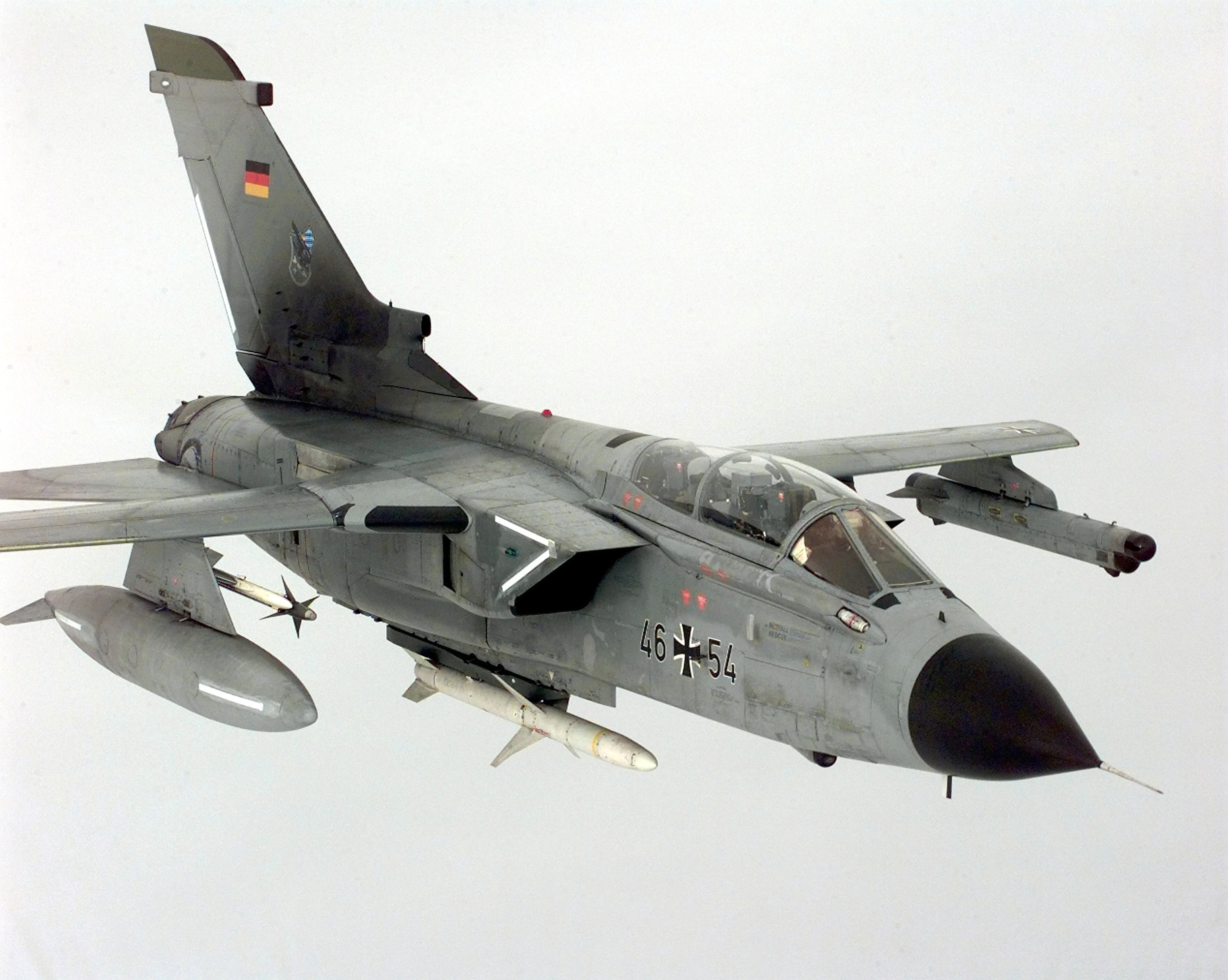
HARM rakéta egy Tornado vadászbombázón